# Герб Терногороду
герб Терногороду — у червоному полі стоячий чорний грифон без крил, що тримає чорні ножиці в лапах.
Зображення герба походить від печатки, яку використовував голова Терногорода у другій половині XVII століття.